# Littérature mongole

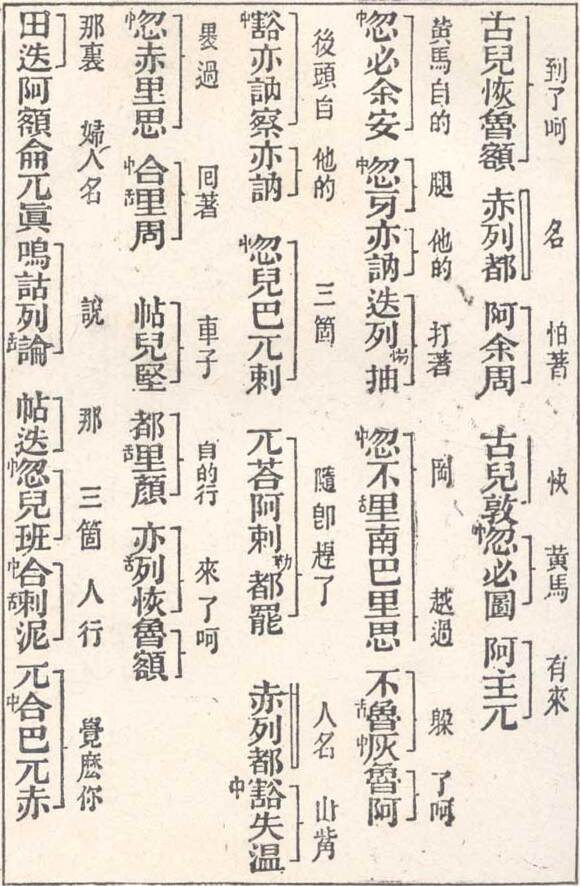
Réédition de 1908 de lHistoire secrète des Mongols, avec ajout de la transcription chinoise

La littérature mongole désigne la littérature, orale ou écrite, produite en Mongolie, par des écrivains d'origine mongole ou écrivant en mongol.

## Histoire
Des Proto-Mongols, comme des différents empires des steppes au premier millénaire (Xiongnu, Xianbei, Ruanruan, Göktürk, Khaganat ouïgour), témoignent seulement des textes ultérieurs.
Diverses inscriptions, rarement en mongol, sont antérieures au Xe siècle :
- Inscription de Yanran
- Inscriptions de Bugut (en)
- Inscriptions de Hüis Tolgoi (en)
- Inscriptions de Tariat (en)

## Empire mongol
- Empire mongol (1206-1368), stèle de Gengis Khan (en)
- Âge sombre ou Siècles obscurs (1368-1576)
- Renaissance (1560-1750c)
  - Choghtu Khong Tayiji (1581-1637)

Le plus ancien texte de littérature mongole est l'Histoire secrète des Mongols qui date du XIIIe siècle. À cette époque la littérature a une forte dominante historiographique, car elle permet à l'aristocratie mongole de fonder sa légitimité politique.
l'Épopée du roi Gesar semble remonter au XIIe siècle, pour certaines branches de ce cycle épique.
L'« Altan Devter » est un ouvrage disparu du XIIe siècle, dont on conserve des traces grâce à Rashid al-Din.
Au XVIIe siècle, la littérature historiographique produit des ouvrages de grande qualité tels
- « Altan Tobchi » (l'Abrégé d'or, 1650c), de Lubsangdanzan,
- « Erdeni-yin tobči », (L'Abrégé du trésor des Khans, 1662), chronique nationale mongole et recueil de lois, de Sagang secen, traduit en allemand en 1829.
- « Ertnii Mongolin khaadin undesnii ikh Shar tuuj Unshsan », (mongol : Эртний Монголын хаадын үндэсний их Шар тууж Уншсан) (XVIIe siècle)[2]

La littérature de l'époque est alors principalement de la poésie folklorique souvent accompagnée au chant.
À partir du XIIIe siècle, quelques ouvrage venant d'Inde, de Chine ou du Tibet et traitant de religion (bouddhisme) sont traduits. Ce phénomène s'amplifie à partir du XVIe siècle pour atteindre son apogée aux XVIIe et XVIIIe siècles avec des textes historique et littéraires (poésie indienne, comme les œuvres de Kâlidâsa),.
En 1586, le bouddhisme tibétain s'impose.

## Mongolie sous la tutelle des Qing (1690-1912)
La traduction d’ouvrages tibétains se poursuit du XVIe au XIXe siècle. Le canon tibétain (Kandjour) et les commentaires de celui-ci (Tandjour), représentent près de trois cents volumes. Ils comprennent une partie considérable des anciennes connaissances scientifiques de l’Inde, les ouvrages de linguistes, médecins et philosophe indiens, les poèmes de Kâlidâsa. Des contes indiens, le Pañchatantra et le Vetalapantchavimchatika, s’enrichissent d’éléments locaux.

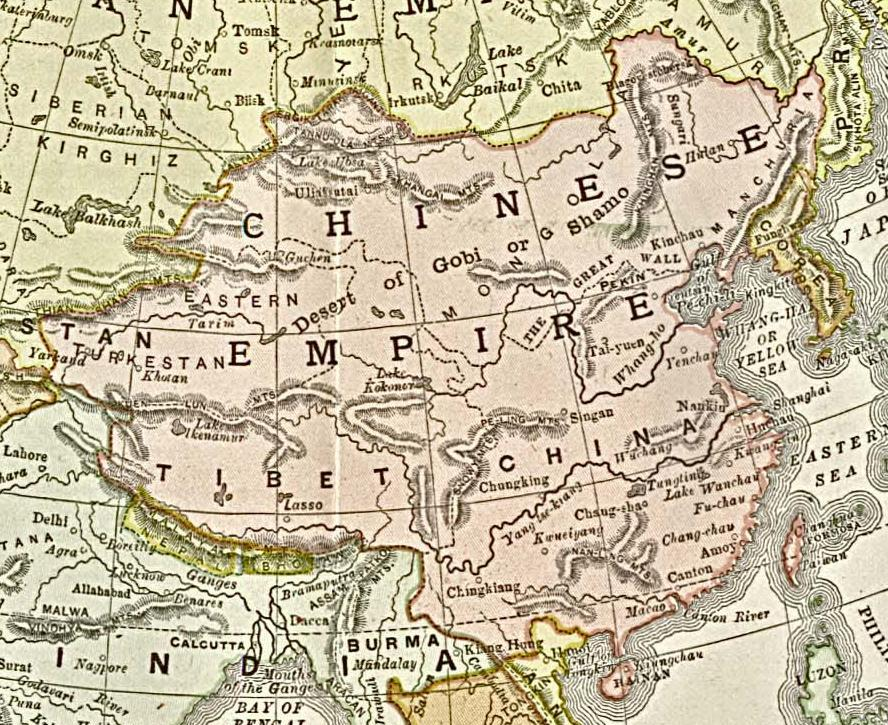
La chine des Qing en 1892

Vers le milieu du XIXe siècle, la poésie populaire exprime la lutte pour l’indépendance et la liberté. Dans les chansons de gestes, les démons cèdent la place aux khans féodaux et à des fonctionnaires ennemis du héros, invariablement vaincus, ou les personnifient. Les contes populaires comme « La Belle-Fille Maligne », « Le Petit Garçon Pauvre », « Le Petit Garçon de Huit Ans », dont les héros humilient et chassent la classe dirigeante, témoignent des sentiments antiféodaux et antimandchous. Les histoires de Badartchines (moine mendiant) ou de Balansengué expriment des sentiments antilamaïstes. L’un des plus éminents conteurs de l’époque est Sandag, auteur de poésies allégoriques. Guélegbalsane devient maître dans l’art des chants demandant une bénédiction, dans lesquels il décrit la misère de ceux qui implorent.

## XIXesiècle
Dans la seconde moitié du XIXe siècle, des lettrés, souvent issus du clergé, commencent à écrire des ouvrages purement littéraires. Vanchinbalyn Injinash (ou Inzannazi) (1837-1892) est considéré comme le premier romancier mongol. D'autres écrivains sont plus portés sur la poésie comme
- Dulduityn Danzanravjaa (en) (1803-1856),
- Gunransa Vanchinbali (ou Borjigin Vanchinbalyn Gularans (en), 1820-1851),
- Gelegbalsan (1846-1923),
- Hishigbat (1899-1916),
- Danzanvanjil (1854-1907)[3].

Tous participent à la rénovation de la littérature mongole.

## XXesiècle
Le père de la littérature contemporaine mongole est Dashdorjiin Natsagdorj, un poète né en 1906 et mort en 1937. Natsagdorj est célèbre pour ses poésies et surtout son poème Ma Terre natale qui glorifie les paysages de la Mongolie.

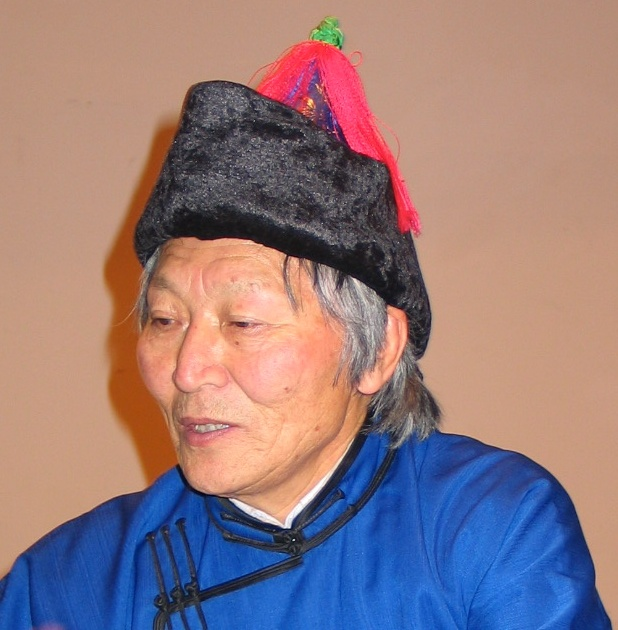
Galsan Tschinag

L'indépendance (sous forte tutelle soviétique) du pays à partir de 1921 va développer la littérature mongole qui découvre la littérature russe, mais aussi le réalisme socialiste soviétique des « pays frères ». Sodnombaljiryn Buyannemekh (1901-1937) s'inscrit dans cette mouvance avant d'être liquidé dans une purge.
Tsendiin Damdinsüren (1908-1986) est un auteur célèbre (il a en particulier rédigé l'hymne national mongol, le roman La Mère aux cheveux gris et la nouvelle La Fille rejetée (Гологдсон хүүхэн)) mais c'est surtout son travail de modernisation du mongol (en particulier avec la traduction en mongol moderne de l'Histoire secrète des Mongols) qui marque la littérature. Byambyn Rinchen (1905-1977) participe aussi à ce travail de rénovation de la langue. De plus, il traduit de nombreux auteurs étrangers comme Nâzım Hikmet, Guy de Maupassant, Maxime Gorki, Vladimir Maïakovski et Mikhaïl Cholokhov.
Les principaux écrivains mongols de la seconde moitié du XXe siècle sont Sodnombaljiryn Buyannemekh, Dondogiin Tsevegmed, Chadrabalyn Lodoidamba ou Begziin Yavuukhulan (ou Javuukhulan), Sonomyn Udval, Lodonguin Tudev,.

## XXIesiècle
Baatarsuren Shuudertsetseg (1971-) a obtenu un certain succès avec ses romans historiques, notamment celui sur la reine Anu, qu'elle a ensuite adapté au cinéma.

## Auteurs
- Liste d'écrivains mongols (de)
- Choghtu Khong Tayiji (1581-1637), khan, poète
- Chuultsch Sandag (1800c-1850c)
- Dulduityn Danzanravjaa (en) (1803–1856)
- Vanchinbalyn Gularans (en), 1820-1851)
- Vanchinbalyn Injinash] ou Injannasi (1837-1892)
- Bawuugiin Gelegbalsan (1846–1923)
- Rawdschaagiin Chischigbat (1849–1916)
- Namdschildordschiin Dandsanwandschil (1854–1907)
- Sodnombaldshiryn Bujannemech (1902–1937)
- Tsendiin Damdinsüren (1903-1986)
- Byambyn Rinchen, Bjambyn Rintschen (1905-1977), nouvelliste, romancier, traducteur, linguiste
- Dashdorjiin Natsagdorj (1906-1983)
- Tsendiin Damdinsüren (1908-1986), écrivain, linguiste
- Donrowyn Namdag (1911–1984)
- Dondogijn Zewegmid (1915–1991)
- Tschoidschamdsyn Oidow (1917–1963)
- Chadrabalyn Lodoidamba ou Tschadraabalyn Lodoidamba (1917-1970), romancier, La Claire Tamir
- Böchijn Baast (1921-)
- Sonomyn Udval (en) (1921–1991), féministe, romancière
- Begdsiin Jawuuchulan (1929–1982) ou Begziin Yavuukhulan
- Sengiin Erdene (1929–2000)
- Luwsandaschijn Sodow (1929–1987)
- Mischigiin Tsedendordsch (1932–1982)
- Dembeegiin Mjagmar (1933–1997)
- Dendewiin Pürewdordsch (1933–2009)
- Njambuugiin Njamdordsch (1934–1996)
- Sormuunirschiin Daschdoorow (1935–1999)
- Lodongiin Tüdew (1935-)
- Ryentchinii Tchoïnom (1936-1979), poète, romancier
- Dordschiin Garmaa (1937-)
- Scharawyn Sürendschaw (1938-)
- Damdinsürengiin Urianchai (1940-)
- Darmaagiin Batbajar (1941-)
- Sandschiin Pürew (1941-)
- Xi Mu Rong (1943-), poétesse, peintre, essayiste
- Bawuugiin Lchagwasüren (1944-)
- Galsan Tschinag (1944-), Mongol écrivant en allemand, le plus connu des écrivains mongols contemporains
- Dandsangiin Njamsüren (1945–2002)
- Baldschiryn Dogmid (1945-)
- Dalchaagiin Norow (1951-)
- Mend-Ooyo Gombojav (en) (1952-), poète
- Dambyn Törbat (1955-)
- Otschirbatyn Daschbalbar (1957–1999)
- Sandschaadschawyn Dschargalsaichan (1957–2007)
- Pürewdschawyn Bajarsaichan (1959–2007)
- Dordschdsowdyn Enchbold (1959-)
- Hadaa Sendoo (en) (1961-), poète, traducteur
- Baatarsuren Shuudertsetseg (1971-)
- Baataryn Galsansüch (1972-)
- Gerelchimeg Blackcrane (1975-)
- Zolzaya Batkhuyag
- G. Badamsambu, D. Urianhai, Sh. Gurbazar, Ts. Khulanand...

## Œuvres
- Song of the Xianbei Brother (en) (285) (Murong)
- Liste d'épopées mongoles (de)
- Épopée du roi Gesar'
- Histoire secrète des Mongols (1260c)
- Jangar (1260c-1280c)
- Bible translations into Mongolian (en), dont la première en 1305 par Jean de Montecorvino
- Altan Tobchi (l'Abrégé d'or, 1650c), de Lubsangdanzan
- Erdeni-yin tobči, (L'Abrégé du trésor des Khans, 1662), chronique nationale mongole et recueil de lois, de Sagang secen
- Pentaglot Dictionary (en) (1794, en cinq langues)

## Institutions
- Université nationale de Mongolie
- Conservatoire supérieur national d'art et culture de Mongolie